# جیلبریک پلی‌استیشن

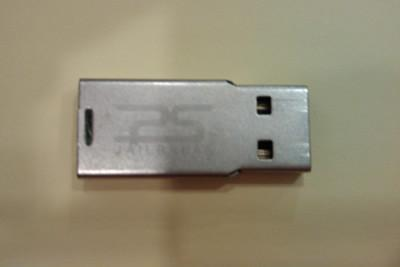
حافظه فلش ویژه جیلبریک

جیلبریک پلی استیشن (به انگلیسی: PlayStation Jailbreak) نخستین بار بر روی حافظه فلش عرضه شد و می‌توانست از سدهای امنیتی سیستم پلی‌استیشن بگذرد و کدهای غیر مجاز مربوط به برنامه‌ها را در سیستم و نرم‌افزار پلی استیشن به اجرا در آورد. یکی از محبوب‌ترین برنامه‌های غیر مجازی که با استفاده از جیلبریک پلی استیشن قابل نصب است مدیریت ذخیره یا بکاپ است که خود برای ریختن بازی‌ها و برنامه‌های غیر مجاز و کپی شده‌استفاده می‌شود. جیلبریک پلی استیشن تنها بر روی سیستم عامل پلی استیشن ورژن ۳٫۴۱ و ورژن‌های پایین‌تر قابل استفاده است و نوع فایل آن.PUP است و به کاربر امکان دستیابی کامل به حافظه پلی استیشن را برای اجرای برنامه و بازی‌های غیر مجاز را می‌دهد.

## قوانین فروش و استفاده
فروش و استفاده از جیلبریک پلی استیشن در استرالیا به دلیل نقض حقوق سونی شرکت سازنده پلی استیشن ممنوع است همچنین سونی برای توقف فروش جیلبریک پلی استیشن در برخی از مناطق دنیا مانند آمریکا، اروپا و آسیا دادخواهی کرده.